# Nigeriaanse luchtmacht
De Nigeriaanse luchtmacht (afgekort NAF) is de luchtmachttak van het Nigeriaanse leger. Met meer dan honderd gevechtsvliegtuigen is de Nigeriaanse een van de grootste luchtmachten in West-Afrika.

## Geschiedenis
In 1956 werd de Nigeriaanse marine opgericht om de kustlijn van het land te bewaken. Een eigen luchtmacht werd niet nodig geacht tot het land bij vredesmissies in Congo en in Tanganyika (Tanzania) de nood aan eigen luchttransportcapaciteit voelde.
In juli 1962 werd een eerste groep van tien piloten in spe naar Ethiopië gestuurd voor een opleiding bij de Ethiopische luchtmacht. Andere groepen werden gedurende 1963 naar de Canadese, de Indiase en de Duitse luchtmacht gestuurd.
In januari 1964 werd dan de Nigeriaanse luchtmacht opgericht en belast met de bewaking van 's lands luchtruim. De oprichting van de luchtmacht gebeurde met de hulp van West-Duitsland en een Duitser werd ook de eerste commandant van de NAF.
De luchtmacht begon als een transporteenheid. Pas in 1966 verwierf ze enige MiG-17-gevechtsvliegtuigen van de Sovjet-Unie. Meer dergelijke toestellen werden geleverd gedurende de Nigeriaanse burgeroorlog.
Meer recent kocht het land vijftien Chengdu F-7-gevechtsvliegtuigen van China met bijhorende raketten en bommen.

## Inventaris
| Toestel                    | Versie(s)    | Aantal nu (eerst) | Rol         | Herkomst                      |             |
| Vliegtuigen                | Vliegtuigen  | Vliegtuigen       | Vliegtuigen | Vliegtuigen                   | Vliegtuigen |
| -------------------------- | ------------ | ----------------- | ----------- | ----------------------------- | ----------- |
| Aermacchi MB-339           |              | 12                | training    | Italië                        |             |
| Aero L-39 Albatros         |              | 24                | training    | Tsjechië                      |             |
| Alenia G.222               |              | 5                 | transport   | Italië                        |             |
| Boeing 707                 |              | 1                 | transport   | Verenigde Staten              |             |
| Boeing 727                 |              | 1                 | transport   | Verenigde Staten              |             |
| Boeing 737                 |              | 1                 | transport   | Verenigde Staten              |             |
| British Aerospace BAe 125  |              | 1                 | transport   | Verenigd Koninkrijk           |             |
| Chengdu F-7                | F-7NI FT-7NI | 12 3              | gevecht     | China                         |             |
| Dassault Falcon 900        |              | 2                 | transport   | Frankrijk                     |             |
| Dassault/Dornier Alpha Jet |              | 24                | training    | Frankrijk Duitsland           |             |
| Dornier Do 228             |              | 9                 | transport   | Duitsland                     |             |
| Dornier Do 27              |              | 20                | training    | Duitsland                     |             |
| Dornier Do 28              |              | 36                | training    | Duitsland                     |             |
| Fokker F27                 |              | 6                 | transport   | Nederland                     |             |
| Fokker F28                 |              | 1                 | transport   | Nederland                     |             |
| Grumman Gulfstream II      |              | 1                 | transport   | Verenigde Staten              |             |
| Grumman Gulfstream IV      |              | 1                 | transport   | Verenigde Staten              |             |
| Lockheed C-130 Hercules    |              | 9                 | transport   | Verenigde Staten              |             |
| MiG-21*                    |              | 32                | gevecht     | Sovjet-Unie                   |             |
| Scottish Aviation Bulldog  | T1           | 37                | training    | Verenigd Koninkrijk           |             |
| Sepecat Jaguar*            |              | 18                | gevecht     | Verenigd Koninkrijk Frankrijk |             |
| Van's Aircraft RV-6        | RV-6A        | 60                | training    | Verenigde Staten              |             |
| Helikopters                |              |                   |             |                               |             |
| Aérospatiale Puma          | SA 330       | 11                | transport   | Frankrijk                     |             |
| Agusta A109                | A109         | 7                 | transport   | Italië                        |             |
| Eurocopter Super Puma      | AS 332       | 12                | transport   | Frankrijk                     |             |
| Hughes 300                 |              | 14                |             | Verenigde Staten              |             |
| MBB Bo 105                 |              | 24                | transport   | Duitsland                     |             |
| Mil Mi-8                   |              | 4                 | transport   | Sovjet-Unie                   |             |
| Mil Mi-24                  |              | 6                 | gevecht     | Sovjet-Unie                   |             |
| Mil Mi-34                  |              | 9                 |             | Rusland                       |             |